# روح‌انگیز
بتول عباسی (زادهٔ ۱۲۸۳ خورشیدی – درگذشتهٔ ۱۳۶۳) که با نام هنری روح‌انگیز شناخته می‌شود، خوانندهٔ موسیقی سنتی ایرانی بود.

## زندگی‌نامه
روح‌انگیز در سال ۱۲۸۳ در شیراز متولد شد. وی کارش را از سال ۱۳۰۷ پس از آشنایی و ازدواج با حسین سنجری، شاگرد و همکار کلنل علینقی وزیری، آغاز کرد و روح‌انگیز نامی است که کلنل وزیری برایش برگزید.
به گفته روح‌الله خالقی آهنگ‌های وزیری یا توسط خودش خوانده می‌شد یا عبدالعلی وزیری آنها را می‌خواند. کلنل وزیری مایل بود خواننده زنی تربیت شود تا بتواند بعضی از قطعه‌ها را بخواند. در آن زمان تنها زنان عیسوی و ارامنه قادر به این کار بودند. حسین سنجری با معرفی روح‌انگیز به کلنل، به تربیت وی پرداخت و او همکاری خود را با وزیری آغاز کرد.
روح‌انگیز از اولین خوانندگانی است که در قطعه‌های دوصدایی آواز ایرانی که به ابتکار کلنل وزیری ساخته شد، شرکت کرد. همچنین از اولین خوانندگانی محسوب می‌شود که قطعه‌هایی برای کودکان خوانده‌است.
وی از آغاز تأسیس رادیو (۱۳۱۹) با این مؤسسه همکاری داشت و همراه تار مرتضی نی‌داوود، پیانوی مرتضی محجوبی و بعدها گروه همنوازی سرخوش برنامه‌هایی اجرا کرد.

## درگذشت
او در سال ۱۳۶۳ در تهران درگذشت.

## آلبوم‌ها

### روح انگیز ۱
| نام ترانه                | ترانه‌سرا    | آهنگساز        | تنظیم |
| ------------------------ | ----------- | -------------- | ----- |
| دردا                     | حسین گل‌گلاب | پرویز ایرانپور |       |
| می نوش                   |             |                |       |
| دل خون شد                |             |                |       |
| شب از خیالت در فغان      | حافظ        |                |       |
| شکر خدا رو               |             |                |       |
| وصل روی تو جویم          |             |                |       |
| نزدیک شد که خانهٔ عمرم    | رهی معیری   | جواد معروفی    |       |
| چه شود                   | حسین گل‌گلاب | علینقی وزیری   |       |
| با گل‌رخان                |             |                |       |
| هر شب اندیشهٔ دگر کنم     |             |                |       |
| مژده که آمد گل           |             |                |       |
| ذلیل بیچاره‌تر از من نیست |             | علینقی وزیری   |       |

### خرابات
| نام ترانه         | ترانه‌سرا    | آهنگساز        | تنظیم |
| ----------------- | ----------- | -------------- | ----- |
| خرابات            | حافظ        |                |       |
| دردا              | حسین گل‌گلاب | پرویز ایرانپور |       |
| شب در خیالت       | حافظ        |                |       |
| حلقه‌به‌گوش         |             |                |       |
| چه شود            | حسین گل‌گلاب | علینقی وزیری   |       |
| هر شب اندیشهٔ دیگر | سعدی        |                |       |
| عهدشکن            |             |                |       |
| دل خون شد         |             |                |       |
| مژدهٔ بهار         |             |                |       |